# 四十九日のレシピ
『四十九日のレシピ』（しじゅうくにちのレシピ）は日本の作家・伊吹有喜の長編小説、およびそれを原作としたテレビドラマ、映画。

## 概要
デビュー作でポプラ社小説大賞特別賞を受賞した作者の長編2作目。
昭和を生き抜き、平成時代にその生涯を終えた女性の人生を通して、残された家族が悲しみや心の傷を抱えながらも生き方について考え、人生の再生に向かって生きていく物語。
作者が親類の法事の際に聞いた「四十九日の法要が、死者の魂があの世へ旅立つ用意をしている期間に行われるもの」という僧侶の言葉が作品作りのきっかけになっている。またレシピという言葉に料理の作り方のほかに処方箋という意味があることがタイトルの由来になっている。
キャッチコピーは「わたしがいなくなっても、あなたが明日を生きていけるように。大切な人を亡くしたひとつの家族が、再生に向かうまでの四十九日間。」

## あらすじ
愛知県に住む熱田良平の妻、乙美が突然亡くなった。二週間後、生きる気力を失っていた熱田のもとに、日焼けをした黄色い髪の女子・井本が訪れる。井本は乙美から頼まれていた四十九日までの細々とした家事などを引き受けに来たと話し、熱田に乙美が残した「レシピ」の存在を伝える。そこへ結婚し、東京で生活を送っていた娘の百合子が疲れ果てた様子で帰ってきた。彼女はある出来事から結婚生活が破たんしたことを知り、離婚届を残し実家に戻ってきたのだった。
熱田と百合子、それぞれ心に傷を負った親子が乙美の人生を知ることで、自ら立ち直っていくまでの四十九日間を互いの視点から描いていく。

## 登場人物
百合子（ゆりこ）
38歳。大学に進学で上京後、大学で知り合った浩之と結婚。図書館の司書などをしていた。現在は浩之の母の介護をしている。30歳を過ぎても子供が出来ないことに不安を覚え、不妊治療をしていたがやがてその治療も断念。そして夫が不倫をしていることを知り傷心のうちに実家に戻る。伯母の珠子からも「一番の問題児」扱いされるほど生真面目な性格。
乙美のことを「乙母さん」（おっかさん、乙美母さんを縮めたもの）と呼んでいた。乙美は父の再婚相手であるため血縁関係はない。動物園で初めて父から乙美を紹介されたとき、乙美が渡した弁当をたたき落としてしまい、そのことを悔いている。
熱田 良平（あつた りょうへい）
百合子の父親。先妻との死別後、姉から紹介された乙美と再婚。乙美の死後、生きる気力を失い、一日を牛乳だけで過ごし、家の中はゴミだらけになっていたが、井本が来てからは掃除や洗濯などを徐々に自分でやるようになっていく。井本とは意外と早く打ち解けている様子。
警備会社に勤めていたという職業柄、事あるごとに乙美にもすぐ怒鳴るくせがついてしまっていた。乙美が亡くなる当日、釣りに出かける際に乙美が作った弁当に難癖をつけ、持たずに出かけたことを後悔している。
乙美（おとみ）
旧姓は長谷川。38歳の時に熱田良平と結婚。子宝には恵まれなかったが、百合子を育て、33年間熱田と連れ添ってきた。二週間前、心臓発作を起こし71歳で亡くなる。
近所にある互助施設「リボンハウス（後述）」で絵手紙だけでなく、料理の作り方や所作を施設に通う子供に教えていた。家族のためにかわいい絵の入った「レシピ」を残している。
井本 幸恵（いもと さちえ）
19歳。こんがり日に焼けた肌と黄色い髪のギャルメイクが特徴の女の子。乙美に代わって家事などを引き受けることになる。本人いわく以前は家を飛び出し、水商売で働いていた。その後「リボンハウス」に入り、乙美と出会う。言葉遣いの練習もしていたようだが、語尾を上げたりため口で話したりなど改善されていない。熱田を「ダーリン」、百合子を「百合っち」と呼んでいる。
カルロス・矢部
近くにある自動車関連会社の工場で働く日系ブラジル人。「カルロス・矢部」は通称で本名は長いらしい。熱田はなぜか「ハルミ」と呼んでいて本人も気に入っている。片言の日本語をいろいろと覚えている。スピードの出ない黄色いフォルクスワーゲンのビートルに乗ってやってくる。
浩之（ひろゆき）
43歳。百合子の夫。都内で進学塾を経営。百合子とは大学時代に知り合い結婚。20年以上の付き合いである。心やさしい性格であるが、百合子に子供が出来ないことなどから関係が冷え、別の女性と付き合い始めるようになる。しかしながら、百合子との離婚を望んでいない。
笹原亜由美（ささはら あゆみ）
浩之が経営する進学塾の事務員。子供が一人いる。浩之との交際後に妊娠が分かり、自傷行為などをしながら浩之に結婚を迫る。
万里子（まりこ）
百合子の産みの親にして熱田の先妻。百合子が2歳の時に病死した。実は二人目の子供を妊娠していたのが、流産している。そのことを熱田は誰にも話していない。
珠子（たまこ）
熱田の実姉。詮索好きで思ったことをはっきりと口にする性格。百合子や熱田を思ってのことだが辛辣な態度に二人とも苦手としている。
聡美（さとみ）
「リボンハウス」の元園長。その前に病院に勤めており、同じ場所で働いていた乙美と意気投合する。

## 補足
リボンハウス
乙美がボランティアで働いていた施設。ここでは若いうちからアルコールなどの依存症に侵された子供たちが社会復帰できるよう、料理をはじめとした家事・言葉遣いなどを教えている。名前のリボンは「Reborn（再生・生まれ変わる）」という意味である。

## テレビドラマ
2011年2月15日から同年3月8日まで、NHK総合テレビ、BSハイビジョンの『ドラマ10』枠でドラマ化。

### キャスト
- 熱田（遠藤）百合子：和久井映見（5歳：畠山彩奈）
- 熱田乙美：風吹ジュン
- 井本幸恵：徳永えり
- ハルミ：渡部豪太
- 遠藤浩行：宅間孝行
- 笹原亜由美：野波麻帆
- 笹原カイト：小山颯
- 遠藤淑子：大森暁美
- 斎藤恵美：山崎千惠子
- 淑子の介護ヘルパー：畠山明子
- 熱田家の親族：林和義、池田道枝、澤田育子、三鴨絵里子、藤本静
- 須藤美佳：佐津川愛美
- 熱田万里子：笛木優子
- 桐野聡美：吉行和子
- 奥津珠子 ：水谷八重子
- 熱田良平：伊東四朗

### スタッフ
- 原作：伊吹有喜「四十九日のレシピ」（ポプラ社刊）
- 脚本：大島里美
- 音楽：田村洋
- 主題歌：なゆた「宇宙のレシピ」
- 演出：西谷真一、佐藤峰世
- 制作統括：後藤高久、田村文孝
- 制作：NHKエンタープライズ
- 制作・著作：NHK

### サブタイトル
| 各回                                                      | 放送日        | サブタイトル   | 演出     | 視聴率 |
| --------------------------------------------------------- | ------------- | -------------- | -------- | ------ |
| 第1回                                                     | 2011年2月15日 | 思い出の味     | 西谷真一 | 8.7%   |
| 第2回                                                     | 2011年2月22日 | 二人のあしあと | 西谷真一 | 6.7%   |
| 第3回                                                     | 2011年3月01日 | 別れ道         | 佐藤峰世 | 7.6%   |
| 最終回                                                    | 2011年3月08日 | 家族の処方箋   | 西谷真一 | 6.7%   |
| 平均視聴率 7.4%（視聴率は関東地区・ビデオリサーチ社調べ） |               |                |          |        |

- 第2回は『ニュースウオッチ9』時間延長のため20分遅延。

| NHK ドラマ10                                      | NHK ドラマ10                              | NHK ドラマ10                                                        |
| 前番組                                            | 番組名                                    | 次番組                                                              |
| ------------------------------------------------- | ----------------------------------------- | ------------------------------------------------------------------- |
| フェイク 京都美術事件絵巻 （2011.1.4 - 2011.2.8） | 四十九日のレシピ （2011.2.15 - 2011.3.8） | マドンナ・ヴェルデ 〜娘のために産むこと〜 （2011.4.19 - 2011.5.24） |

## 映画
2013年11月9日に日本全国で公開。主演は永作博美。第37回モントリオール世界映画祭、第33回ハワイ国際映画祭正式出品作品。
撮影は2012年10月31日から11月30日まで、岐阜県、愛知県を中心にオールロケで行った。

### キャスト
- 高岩百合子：永作博美
- 熱田良平：石橋蓮司（若い頃：中野英樹）
- ハル：岡田将生
- イモ（井本幸恵）：二階堂ふみ
- 高岩浩之：原田泰造
- 笹原亜由美：内田慈
- 小篠恵奈
- 熱田乙美：執行佐智子（若い頃：荻野友里）
- 赤座美代子
- 茅島成美
- 珠子：淡路恵子[注 1]

### スタッフ
- 原作：伊吹有喜「四十九日のレシピ」（ポプラ社 刊）
- 監督：タナダユキ
- 脚本：黒沢久子
- 音楽：周防義和
- 主題歌：安藤裕子「Aloha 'Oe」
- 製作幹事：WOWOW、ポニーキャニオン
- 配給・宣伝：ギャガ
- 制作プロダクション：ウィルコ
- 製作：映画「四十九日のレシピ」製作委員会（WOWOW、ポニーキャニオン、ギャガ、ジェイアール東日本企画、NTTぷらら、ウィルコ、TBSサービス、スールキートス）

### 受賞
- 第35回ヨコハマ映画祭[2]　助演女優賞（二階堂ふみ）　※『地獄でなぜ悪い』『脳男』の演技と合わせて
- 第56回ブルーリボン賞 助演女優賞（二階堂ふみ）※『地獄でなぜ悪い』『脳男』の演技と合わせて
- 第23回中国金鶏百花映画祭 国際映画部門監督賞(タナダユキ)[3]